# Interrogatorio (ordinamento italiano)
L'interrogatorio, ai sensi della legge italiana, gode di separate discipline per quanto riguarda il diritto processuale civile e quello penale. Nel primo l'interrogatorio può essere formale e libero, mentre nel secondo sono necessari diversi passaggi formali.

## Nel diritto processuale civile

### Interrogatorio libero
L'interrogatorio libero è disciplinato dal codice di procedura civile come segue:
(Art. 117 c.p.c., Interrogatorio non formale delle parti)
Questo tipo di interrogatorio non può dar vita a una confessione e non ha carattere probatorio, ma aiuta solo il giudice a conoscere determinati fatti liberamente. Può essere utile in caso di conciliazione delle parti o di transazione.

### Interrogatorio formale
L'interrogatorio formale è diretto, al contrario, a provocare una confessione giudiziale ed è un procedimento probatorio strumentale: nuoce soltanto alla parte interrogata. Per la sua esecuzione, deve essere disposto a seguito di un'istanza della parte contrapposta e interessata.
È così disciplinato:
Art. 231 (Risposta) La parte interrogata deve rispondere personalmente. Essa non può servirsi di scritti preparati, ma il giudice istruttore può consentirle di valersi di note o appunti, quando deve fare riferimento a nomi o a cifre, o quando particolari circostanze lo consigliano.
Art. 232 (Mancata risposta) Se la parte non si presenta o rifiuta di rispondere senza giustificato motivo, il collegio, valutato ogni altro elemento di prova, può ritenere come ammessi i fatti dedotti nell'interrogatorio. Il giudice istruttore, che riconosce giustificata la mancata presentazione della parte per rispondere all'interrogatorio, dispone per l'assunzione di esso anche fuori della sede giudiziaria.»
(Codice di procedura civile)

## Nel diritto processuale penale

### Avvio del procedimento
Il pubblico ministero che intenda sottoporre l'indagato a interrogatorio, deve fargli notificare un "invito a presentarsi", contenente le generalità dell'indagato, il giorno, l'ora e il luogo della presentazione, l'autorità davanti alla quale presentarsi, l'indicazione che si darà luogo all'interrogatorio. Inoltre l'indagato dev'essere avvertito che il pubblico ministero potrà disporre l'accompagnamento coattivo in caso di mancata presentazione senza un legittimo impedimento. L'indagato dev'essere anche avvertito della sommaria enunciazione del fatto risultante dalle indagini compiute fino a quel momento.
L'invito dev'essere notificato all'indagato almeno tre giorni prima della data fissata per l'interrogatorio, e al difensore almeno ventiquattro ore prima (eccetto casi di assoluta urgenza).
Se l'indagato è libero, l'interrogatorio può essere svolto personalmente dal pubblico ministero o su delega alla polizia giudiziaria (se è condotto personalmente dal pubblico ministero il difensore dell'indagato, preavvisato, può anche non essere presente). Se l'indagato, invece, è arrestato, fermato o in stato di custodia cautelare, l'interrogatorio può essere svolto soltanto dal pubblico ministero (in questa ipotesi occorre registrare l'intero interrogatorio).

### Interrogatorio di imputato in procedimento connesso o collegato
L'imputato (o indagato) di un procedimento connesso o collegato, citato dal pubblico ministero, ha l'obbligo di presentarsi, ricevendo il medesimo avvertimento dato al possibile testimone; se non compare, la pubblica accusa può ordinare direttamente l'accompagnamento coattivo. Il pubblico ministero ha l'obbligo di preavvisare il difensore del soggetto in questione.
Nel caso in cui non fosse possibile ottenere la presenza nel dibattimento dell'imputato (o indagato) nel reato connesso che abbia fatto dichiarazioni nell'indagine preliminare, il giudice, sentite le parti, dispone la lettura dei verbali contenenti le dichiarazioni: questa procedura, a seguito delle modifiche all'articolo 513 del Codice di procedura penale italiano che hanno avuto luogo nel corso degli anni Novanta, ora non consente che tali dichiarazioni siano utilizzate nei confronti di altri imputati senza il loro consenso (salvo il caso in cui vi sono elementi concreti per ritenere che il testimone è stato sottoposto a violenza, minaccia, offerta o promessa di denaro o di altra utilità, affinché non deponga ovvero deponga il falso).
Se viene interrogato un imputato concorrente nel medesimo reato, deve essere avvertito di avere la facoltà di non rispondere, salvo che sulla propria identità personale; avendo il privilegio contro l'autocriminazione, non ha un obbligo penalmente sanzionato di rispondere secondo verità.